# Starhawk (jeu vidéo, 2012)
Pour les articles homonymes, voir Starhawk.
Pour le jeu vidéo de 1979, voir Starhawk (jeu vidéo, 1979).
Starhawk est un jeu vidéo d'action multijoueur développé par Lightbox Interactive et SCE Santa Monica Studio et édité par Sony Computer Entertainment. Il a été commercialisé aux États-Unis le 11 mai 2012, uniquement sur  PlayStation 3. Ce jeu est le successeur du jeu appelé Warhawk mais contrairement à ce dernier, Starhawk comprend un mode solo.
Le joueur participe à une guerre en ligne et combine des combats terrestres et aériens. Il peut aussi faire apparaitre des bâtiments.

## Développement
La bêta test du jeu a débuté le 18 janvier 2012 sur le PlayStation Network et a pris fin le 27 mars.

## Accueil
- Famitsu : 33/40[3]
- Jeuxvideo.com : 15/20[4]